# Space Men
Space Men este un film SF italian din 1960 regizat de Antonio Margheriti. În rolurile principale joacă actorii Rik Van Nutter, Aldo Pini, Jack Wallace.

## Prezentare
În secolul al XXII-lea, Ray Peterson, reporter pentru Interplanetary News, este desemnat să realizeze o poveste la bordul unei stații spațiale.

## Distribuție
- Rik Van Nutter - Ray Peterson (IZ41)
- Gabriella Farinon - Lucy (Y13) (credited - Gaby Farinon in Assignment: Outer Space)
- David Montresor - George the Commander
- Archie Savage - Al (X15)
- Alain Dijon - Archie (Y16)
- Franco Fantasia - Sullivan
- Joe Pollini - King 116
- David Maran - Davis
- José Néstor - Venus Commander
- Anita Todesco - Venus Control
- Aldo Pini - Jacson